# Кругликов, Семён Николаевич
Семён Николаевич Кру́гликов (25 мая [6 июня] 1851, Москва, Российская империя — 9 [22] февраля 1910, там же) — русский музыкальный критик.

## Биография
Ученик (и друг) Н. А. Римского-Корсакова, учитель (и друг) В. С. Калинникова (который посвятил ему свою знаменитую Первую Симфонию), друг (и шафер, вместе с С. В. Рахманиновым) Ф. И. Шаляпина.
Консультант Московской русской частной оперы Мамонтова, пропагандист творчества «Могучей кучки», у зрителей заслужил прозвище «московского Стасова». Преподаватель и директор московского музыкального училища, у учеников заслужил прозвище «Симеона-квинтоприимца». Неординарный музыкальный критик, у братьев по перу заслужил прозвище Magister elegantiarum — Учитель изящества.
В 1881 г. был приглашён преподавать теорию музыки и гармонию в музыкальной школе А. П. Шостаковского, которая в 1883 г. стала Музыкально-драматическим училищем Московского филармонического общества. В 1898—1901 гг. директор этого училища. Член Наблюдательного совета при Синодальном училище церковного пения, в 1907—1910 гг. директор Синодального училища.
В качестве музыкального критика впервые выступил в 1881 г. в «Современных известиях» (под псевдонимом «Старый музыкант»).
В 1890-х гг. состоял музыкальным консультантом Московской частной русской оперы С. И. Мамонтова. Благодаря его влиянию репертуар театра в значительной степени определился операми русской музыкальной школы (Глинки, Даргомыжского, композиторами «Могучей кучки»).

## Семья
- Отец — Николай Сергеевич Кругликов (1821—1901, Ярославль, Туговское кладбище), поручик Кексгольмского гренадерского полка, уволен в запас по болезни в 1844. Служил в ополчении в Крымскую кампанию 1853—1856.

- Мать — Анастасия Семеновна Озерова (1823—1896), дочь сенатора Семена Николаевича Озерова и кн. Анастасии Борисовны Мещерской (см. портрет в Третьяковской галерее).

- Жена — Леонтович Екатерина Георгиевна. Дети: Вера, Николай.

- троюродная сестра — художница Елизавета Сергеевна Кругликова.